# 배기문진드기과
배기문진드기과(Opilioacaridae)는 거미강에 속하는 진드기 과의 하나이다. 배기문진드기목(Opilioacariformes)의 유일한 과로 약 10개 속으로 이루어져 있다. 희귀하고 큰 진드기로 여섯 쌍의 눈과 복부 분할을 유지하기 때문에 원시적인 진드기로 널리 간주된다.

## 하위 속
| - Adenacarus - Amazonacarus - Caribeacarus - Indiacarus - Neocarus - Opilioacarus | - Paracarus - Panchaetes - Phalangiacarus - Salfacarus - Siamacarus - Vanderhammenacarus |